# Owein
Owein (eller Yvain hos Chrétien de Troyes; stavas ibland även Owain eller Uwain) var en hjälte i den brittiska, keltiska mytologin. 
Owein rider ut på ett äventyr i en stor skog och förundras över de underverk han träffar på. Den fiktive gestalten Owein kan ha sonen till kung Urien av Rheged som historisk förlaga.